# Stadion Pankritio
Stadion Pankritio – wielofunkcyjny stadion sportowy w mieście Heraklion na Krecie, w Grecji. Pojemność obiektu wynosi 26 240 widzów. Swoje mecze na nim rozgrywa drużyna PAE Ergotelis.

## Charakterystyka
Obiekt powstał w latach 2001–2004 i został zainaugurowany 31 marca 2004 roku meczem towarzyskim reprezentacji narodowych Grecji i Szwajcarii, zakończonym zwycięstwem gospodarzy 1:0. Koszt budowy obiektu wyniósł około 50 mln euro. W pobliżu stadionu znajduje się boisko treningowe z bieżnią, hala sportowa, basen oraz parking na 700 samochodów. Na stadionie rozegrano część spotkań turnieju piłkarskiego na Igrzyskach Olimpijskich 2004. Obiekt gościł także finał piłkarskiego Pucharu Grecji w sezonie 2005/2006 (10 maja 2006 roku: Olympiakos SFP – AEK Ateny 3:0).